# Marie-Claude Beauchamp
Marie-Claude Beauchamp est une productrice québécoise de films d'animation.

## Biographie
Marie-Claude Beauchamp est présidente et productrice de Carpediem Film et TV inc depuis sa fondation en 2004. Elle est également présidente de l'Alliance Québec Animation (AQA), et copropriétaire de Pink Parrot Média, une entreprise d'agent de ventes international spécialisée dans le divertissement familial animé et en direct.

## Filmographie[3]
- La Course des tuques (La bataille géante de boule de neige 2 : l'incroyable course de luge en France, Racetime! (titre original)), 2018.
- Mini-Tuques (Snowtime (Titre original)), 2018.
- La Guerre de Tuques 3D (La bataille géante de boule de neige en France, Snowtime! (titre original)), 2015.
- La Légende de Sarila, 2013.
- L'Automne de Pougne, 2012.
- Trois et moi, 2010.